# Сидоров Андрій Валентинович
Андрій Валентинович Сидоров (15 травня 1969, Київ — 29 квітня 2009) — український радянський хокеїст і підприємець-шахрай. Чемпіон світу серед молодіжних команд.

## Біографія
Народився 15 травня 1969 року в Києві. Займався хокеєм з шайбою, був нападником. Виступав за «Сокіл» (Київ) — 1986/87—1987/88, 1990/91—1991/92, «Динамо» (Харків) — 1988/89—1989/90, «Ладу» (Тольятті) — 1993/94 . Чемпіон Росії (1994). Переможець молодіжного чемпіонату світу (1989).
Після закінчення спортивної кар'єри працював директором ДП «Нові технології» в Державному управлінні справами при Президентові України. За два роки на цій посаді зумів «розвести» на 80 мільйонів доларів досить серйозних бізнесменів, таких, як засновника фірми «Медиком» Ігоря Юрійовича Філіпенка, великого підприємця Адамовського, «Міжрегіональний інвестиційний союз», мережу супермаркетів «О'кей», банк «Родовід» та інших. З кожного пан Сидоров брав не менше 10 мільйонів доларів, в основному для «вирішення» земельних питань[неавторитетне джерело].
Був засновником ряду підприємств: ТОВ «Українські космічні системи», ТОВ «Земля-Холдинг», ТОВ «Дельта-КІТ», ТОВ «Український курортний центр „Оздоровлення“», ТОВ «Алтай. Компанія з розвитку проектів» та інших.

Могила Андрія Сидорова

Помер 29 квітня 2009 року. Похований на кладовищі «Берківцях» в Києві.

## Статистика
| Сезон        | Клуб                        | Ліга         | І   | Г  | П  | О  | ШХ |
| ------------ | --------------------------- | ------------ | --- | -- | -- | -- | -- |
| 1986-87      | «Сокіл» (Київ)              | Д-1          | 18  | 4  | 3  | 7  | 4  |
| 1986-87      | «Сокіл» (Київ)              | Д-1/2        | 3   | 0  | 0  | 0  | 0  |
| 1986-87      | ШВСМ (Київ)                 | Д-2          | 8   | 1  | 1  | 2  | 4  |
| 1987-88      | «Сокіл» (Київ)              | Д-1          | 29  | 3  | 5  | 8  | 9  |
| 1987-88      | ШВСМ (Київ)                 | Д-2          | 6   | 3  | 2  | 5  | 8  |
| 1988-89      | «Динамо» (Харків)           | Д-1          | 18  | 7  | 2  | 9  | 2  |
| 1988-89      | «Динамо» (Харків)           | Д-1/2        | 27  | 9  | 3  | 12 | 12 |
| 1989-90      | «Динамо» (Харків)           | Д-1          | 29  | 6  | 5  | 11 | 14 |
| 1989-90      | «Динамо» (Харків)           | Д-1/2        | 30  | 12 | 2  | 14 | 18 |
| 1990-91      | «Сокіл» (Київ)              | Д-1          | 42  | 7  | 1  | 8  | 10 |
| 1990-91      | ШВСМ (Київ)                 | Д-3          | 7   | 3  | 4  | 7  | 22 |
| 1991-92      | «Сокіл» (Київ)              | Д-1          | 28  | 10 | 5  | 15 | 27 |
| 1991-92      | «Сокіл» (Київ)              | Д-1/2        | 18  | 8  | 0  | 8  | 14 |
| 1991-92      | ШВСМ (Київ)                 | Д-3          | 1   | 0  | 0  | 0  | 2  |
| 1992-93      | «Сейнт-Пітерсберг Ренегадс» | SuHL         | 20  | 18 | 13 | 31 | 93 |
| 1992-93      | «Форт-Верт Файр»            | ЦХЛ          | 17  | 8  | 8  | 16 | 45 |
| 1992-93      | «Вічита Тандер»             | ЦХЛ          | 11  | 6  | 7  | 13 | 14 |
| 1992-93      | «Гемптон Роадс Адміралс»    | ХЛСУ         | 3   | 0  | 2  | 2  | 0  |
| 1993-94      | «Лада» (Тольятті)           | Д-1          | 7   | 0  | 0  | 0  | 2  |
| 1993-94      | «Лада-2» (Тольятті)         | Д-3          | 6   | 8  | 4  | 12 | 10 |
| Всього в Д-1 | Всього в Д-1                | Всього в Д-1 | 171 | 37 | 21 | 58 | 68 |